# إدوارد إيفرت روبنز
إدوارد إيفرت روبنز (بالإنجليزية: Edward Everett Robbins)‏ هو محامي وسياسي أمريكي، ولد في 27 سبتمبر 1860، وتوفي في 25 يناير 1919. حزبياً، نشط في الحزب الجمهوري. وقد انتخب عضو مجلس ولاية بنسيلفانيا وانتخب عضو مجلس النواب الأمريكي.